# Hallelujah (Leonard Cohen)
"Hallelujah" je skladba koju je napisao kantautor i književnik Leonard Cohen. Nalazi se na njegovom albumu iz 1984. Various Positions. Skladba se s vremenom našla na popisu mnogih glazbenika, filmova i TV emisija.

## Verzije na albumima
Jedna od najboljih albumskih verzija "Hallelujah" je ona od američkog glazbenika Jeffa Buckleya, na njegovom albumu Grace iz 1994. Buckleyeva verzija je jedna od rijetkih u produkciji gitare i vokala, koja je napravljena pod utjecajem Johna Calea koji ju je ranije izveo, a nalazi se na njegovom uživo albumu Fragments of a Rainy Season i kasnije je izvodi Leonard Cohen na počasnom albumu I'm Your Fan.
Verzija Johna Calea, obrađena je 2001.g. za animirani film Shrek. Rufus Wainwright također je snimio skladbu za film, koja se također pojavljuje u filmu i zvuči malo bolje od Caleove. 
Među brojnim glazbenicima koji su obradili i izvode skladbu "Hallelujah" izdvajaju se Nick Hrenchuk, Myles Kennedy iz "Alter Bridgea", talijanski pjevač Elisa s albumu "Lotus", Maxwell Murder iz "Saturday's Car Ride Home",  Jeff Martin, Frou Frou, Alex Lloyd, Sephira, Adam Nikkel, Willie Nelson, Elisa, Beefy, Bono Vox, Bob Dylan, Bon Jovi, Bret Darby, Clare Bowditch, Fred Eaglesmith, Spoon, Steve Acho, Rufus Wainwright, Allison Crowe, Patricia O'Callaghan, David Bazan, Jackie Greene, Regina Spektor, John Cale, Julie Felix, Damien Leith, Anthony Michael Hall, Bettie Serveert, sastav "Custard", k.d. lang, Kevin Max, Gord Downie, Simple Plan, Gov't Mule, Steffen Brandt/Tina Dickow (s danskim prijevodom), K's Choice, Enrique Morente (flamenko verzija, sa španjolskim prijevodom), Street to Nowhere, Wayne Whittaker, the Prayerbabies, Kevin Christy, Kathryn Williams, Lucky Jim, Over the Rhine, Pat Terlizzi, Myrra Malmberg, Susanna and the Magical Orchestra, Damien Rice, Michael Wolff, The Teamakers, Imogen Heap, Jimm Zombie, Joe Lee Wilson, Hilary Scott i The Choir of Hard Knocks.
Američki sastav "Fall Out Boy" 2007.g. obrađuje i uvršćuje skladbu na popis svog albuma Infinity on High, pod nazivom "Hum Hallelujah". Sastav "The West" objavljuje ju na svom EP-u "4 Song EP", pod imenom "Song for Leonard". 
Brojne su izvedbe skladbe "Hallelujah" uživo, a jedan dio s tog popisa su, RRRadio Gee, Ari Hest, Chris Frank, Betty Buckley, Brandi Carlile, Bon Jovi, Connie Champagne, Clive Nolan, Doug Parmenter, Howie Day, Gavin DeGraw, Dave Dobbyn, The Dresden Dolls, Chris Clonts, Damien Rice, David Ford, Jay Clifford, Mike Winger, Tim Minchin, Regina Spektor, Starsailor, Donna Lynne Champlin, Rodney Harris, Alter Bridge, Todd Carey, Pain of Salvation, Sheryl Crow, James Yarsky, Jeff Waters, at17, Popa Chubby, David Bazan i Zach Condon. Poznati američki trubač izvodi instrumentalnu verziju skladbe, koja izlazi na njegovom albumu December. Susanna i "The Magical Orchestra" izvode skladbu na londonskom jazz festivalu. Danskiansambl "Vocal Line" obrađuje i snima skladbu 2006., a nalazi se na popisu albuma "Vocal Stories". Bono Vox i The Edge (iz sastava U2) izvode skladbu na jednom od tri koncerta odajući veliko poštovanje Jeffu Backleyu nakon njegove smrti. Australski komičar i glazbenik Tim Minchin izvodi skladbu uživo zajedno s Geraldine Quinn na festivalu "Edinburgh Fringe" 2005.g.

## Film i TV glazba
Skladba "Hallelujah" često se koristi u TV emisijama i u filmovima za vrijeme kada neko umire ili u nekoj tužnoj sceni. Žanrovi su raznoliki a neki od filmova su, Basquiat, The Edukators (Die fetten Jahre sind vorbei), A Lot Like Love, Shrek (izvedba od Johna Calea), St. Ralph, Deliver Us from Evil, Kissed by Winter, Barfuss, Lord of War i When Night is Falling i TV serije Holby City, House, M.D., Falcon Beach, The L Word, The O.C. (dvij od Jeffa Buckleya, jedna od Imogen Heap), Hollyoaks, The West Wing, Scrubs, Without a Trace, Cold Case, Criminal Minds, ER (TV series), The Shield, Nip/Tuck, Crossing Jordan, Drama and Nicole, Rescue Me, LAX, Lost, Roswell, Ugly Betty, Numb3rs i Nearly Famous. Također još u dramama Third Watch i Without a Trace, serijalu 9/11. Skladbu "Hallelujah" koristi TV kuća NBC za odjavu svoje emisije Dateline, 17. travnja 2007.
Kao pobjednica X Factora 2008 U.K. Alexandra Burke je istoimenu pjesmu obradila na svoj način i postigla velike uspjehe.

## Tekst skladbe
Razne verzije "Hallelujah" na albumima i razne verzije izvedbe od Leonarda Cohena, ponekad obuhvaćaju i izmjenu teksta koja se razlikuje od originalne verzije iz 1984. Međutim, individualne izmjene u tekstu mijenjale su se između raznih verzija, dok Cohen nije kompletirao tekst najpravilnije i kao takvog su ga mnogi izvođači koristili u svojim izvedbama.
Originalna verzija skladbe iz 1984. sadrži izričito biblijske izvore i tekst, aludirajući na Kralja Davida kako svira harfu da utješi Kralja Saula i njegov kasniji skandal s Bat-Šebom, kada ju je promatrao dok se kupa. Red teksta koji "ona je na tvome prijestolju i ona reže tvoju kosu" vjerojatno govori o Samsonu i njegovom gubljenju snage kada ga je Delila ošišala. Treći stih pjesme spominje "the name" (Tetragrammaton). Tekst je u cjelini izravan i otvoreno seksualan. Jeff Buckley je rekao da skladba kod njega izaziva orgazam.

## Poredak na Top listama
- 2004. Buckleyeva verzija zauzela je #259 na Top listi, a časopis "Rolling Stone's" stavlja je na popis "500 najboljih skladbi svih vremena".
- "Hallelujah" je i u Kanadi također proglašena najboljom skladbom svih vremena u časopisu Chart.
- U rujnu 2007. Q Magazine obje Buckleyeve verzije proglašava "najsavršenijom skladbom zauvijek"

## Vanjske poveznice
- Tekst iz 1984. (Various Positions), Leonard Cohen dokumenti
- Tekst iz 1988. (Cohen Live) Leonard Cohen dokumenti